# Aenictus fergusoni
Aenictus fergusoni (лат.) — вид муравьёв-кочевников, принадлежащий к роду Aenictus.

## Распространение
Юго-восточная Азия: Индия, Никобарские острова, Бангладеш, Вьетнам, Лаос, Мьянма, Таиланд, Китай.

## Описание
Длина рабочих около 4 мм. Основная окраска красновато-коричневая (ноги и усики светлее). Голова, переднеспинка, постпетиоль и брюшко блестящие; грудь частично (мезонотум и проподеум) мелко скульптированная и матовая. Тело покрыто длинными отстоящими волосками. Длина головы рабочих (HL) 0,76 мм; ширина головы (HW) — 0,67 мм; длина скапуса усика (SL) — 0,72 мм. Усики 10-члениковые, скапус длинный, достигает задний край головы. Жвалы субтреугольные. Передний край клипеуса выпуклый, с несколькими зубчиками. Стебелёк между грудкой и брюшком у рабочих состоит из двух члеников, а у самок и самцов — из одного (петиоль). Нижнечелюстные щупики самок и рабочих 2-члениковые, нижнегубные щупики состоят из 2 сегментов (формула 2,2; у самцов 2,1). Проподеальное дыхальце расположено в верхней боковой части заднегруди. Голени с двумя шпорами. Жало развито.
Вид был впервые описан в 1901 году швейцарским мирмекологом Огюстом Форелем, а его валидный статус подтверждён в ходе родовой ревизии, проведённой в 2011 году таиландским мирмекологом Вияватом Джайтронгом (Dr. Weeyawat Jaitrong) и японским энтомологом С. Яманэ (Dr. Yamane S.). Включён в состав видовой группы Aenictus laeviceps species group, отличаясь угловатым проподеумом и блестящим пронотумом.